# Prežba

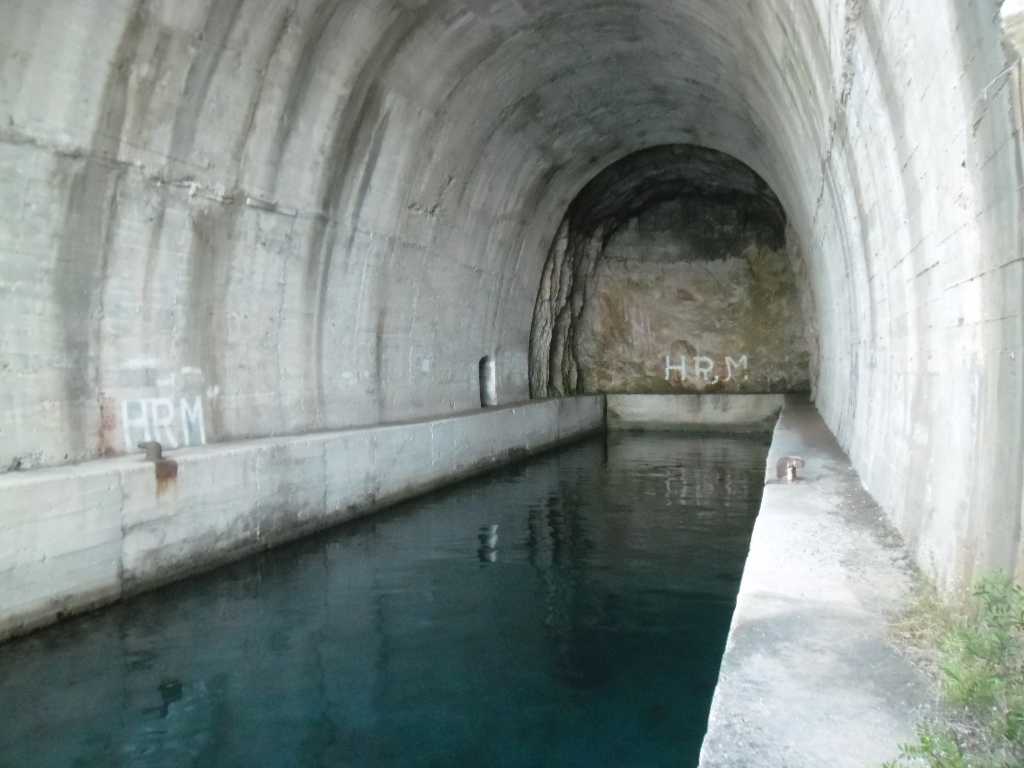
Námořní vojenský objekt na Prežbě

Prežba je malý ostrov v Jaderském moři v Chorvatsku. Nachází se severozápadně od jihodalmatského ostrova Lastovo, s nímž je spojen mostem. Rozloha ostrova je 2,81 km2, pobřeží je dlouhé až 14,23 km (kvůli vysokému počtu zátok na ostrově). Jediným sídlem na ostrově, které též malou částí zasahuje na ostrov Lastovo, je Pasadur. Nejvyšší vrchol se nachází na jižní straně ostrova, v nadmořské výšce 136 m n. m.
Ostrov byl v minulosti využíván Jugoslávskou lidovou armádou jako vojenská základna, jejíž součástí byly dva tunely (jeden z nich byl určen pro lodě).